# Begonia potamophila
Espèce
Synonymes
- Begonia batesii C.DC.[1]
- Begonia macropoda Gilg[1]

Begonia potamophila est une espèce de plantes de la famille des Begoniaceae.
Elle a été décrite en 1904 par Ernest Friedrich Gilg (1867-1933).